# Proton Gen-2
O Proton Gen-2 (estilizado GEN•2) é um compacto 5-portas hatchback produzido pela fabricante de automóveis Proton malasiana que foi lançado em 2004. Ele foi inicialmente conhecido pelo codinome Wira Replacement Model (WRM). O Gen-2 usa uma plataforma que foi amplamente desenvolvida em casa pela Proton e o parceiro técnico Lotus. Esta plataforma foi mais tarde adaptada para o Proton Satria Neo e Proton Persona. O Gen-2 foi um dos primeiros modelos a serem produzidos na fábrica Proton de Tanjung Malim, desenvolvida como parte do projeto da Proton City.
O nome Gen-2 é uma abreviatura de Geração 2, assim como serviu de substituto para o Proton Wira Aeroback hatchback.